# Akko 2
Akko 2 – wrak statku odkryty we wrześniu 2006 roku w obrębie portu Akko na głębokości 3 m. Obszar wrakowiska rozciągał się na 12 m długości i 3 m szerokości. Statek zbudowany był z drewna sosnowego, co ustalono w wyniku badań. Poza strukturą statku zostały odnalezione ołowiane pociski, przedmioty metalowe, fragmenty ceramiki, dekorowane fajki do tytoniu a także kule armatnie. Archeolodzy ustalili, że Akko 2  mógł służyć jako barka lub łódź transportowa. Akko 2 został zbudowany pomiędzy XVI a XVII wiekiem. W odległości 50 m od miejsca odkrycia wraku został odnaleziony Akko 1.